# Muselmann

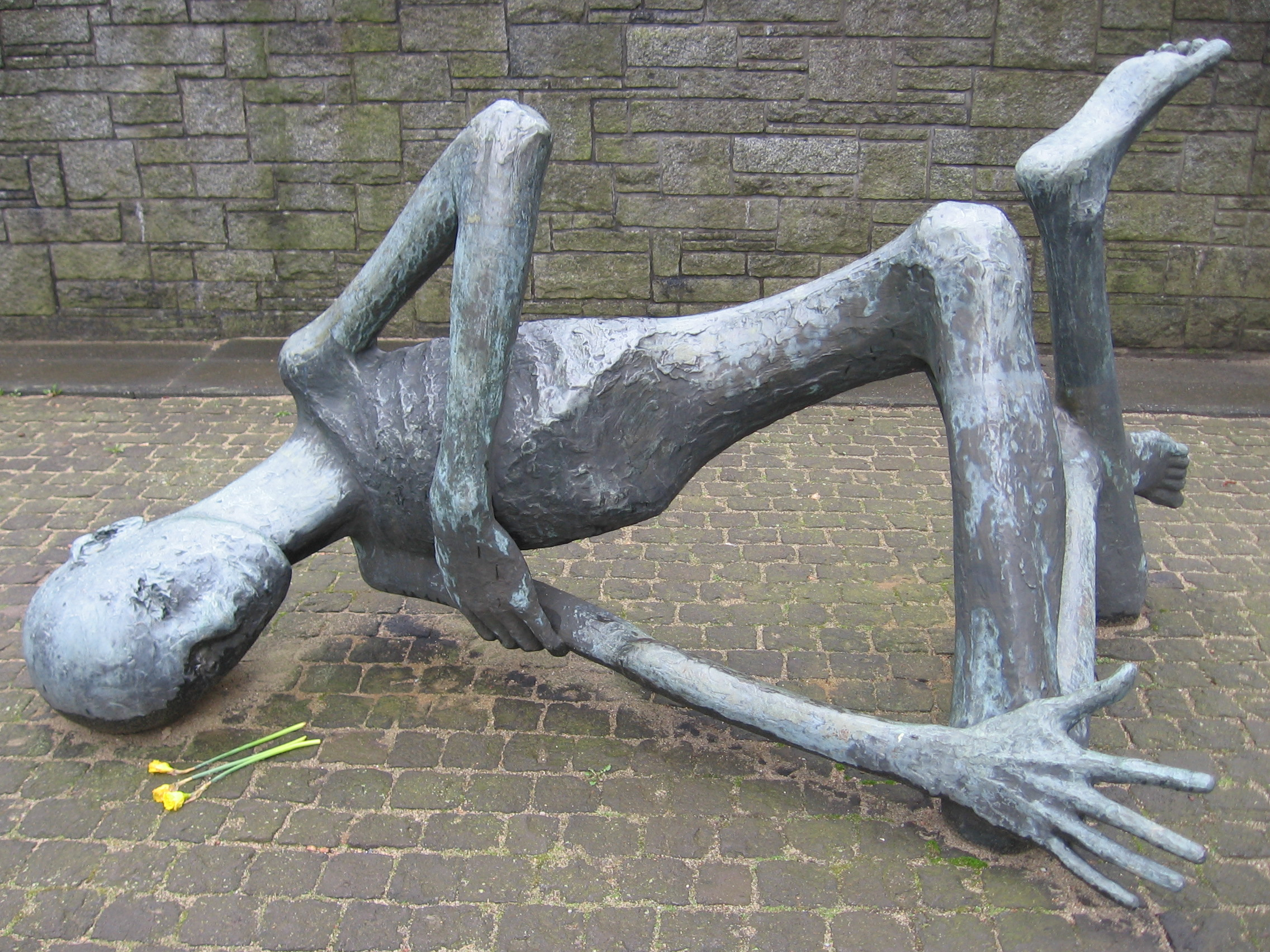
Escultura El prisionero moribundo en el monumento del campo de concentración de Neuengamme en Hamburgo

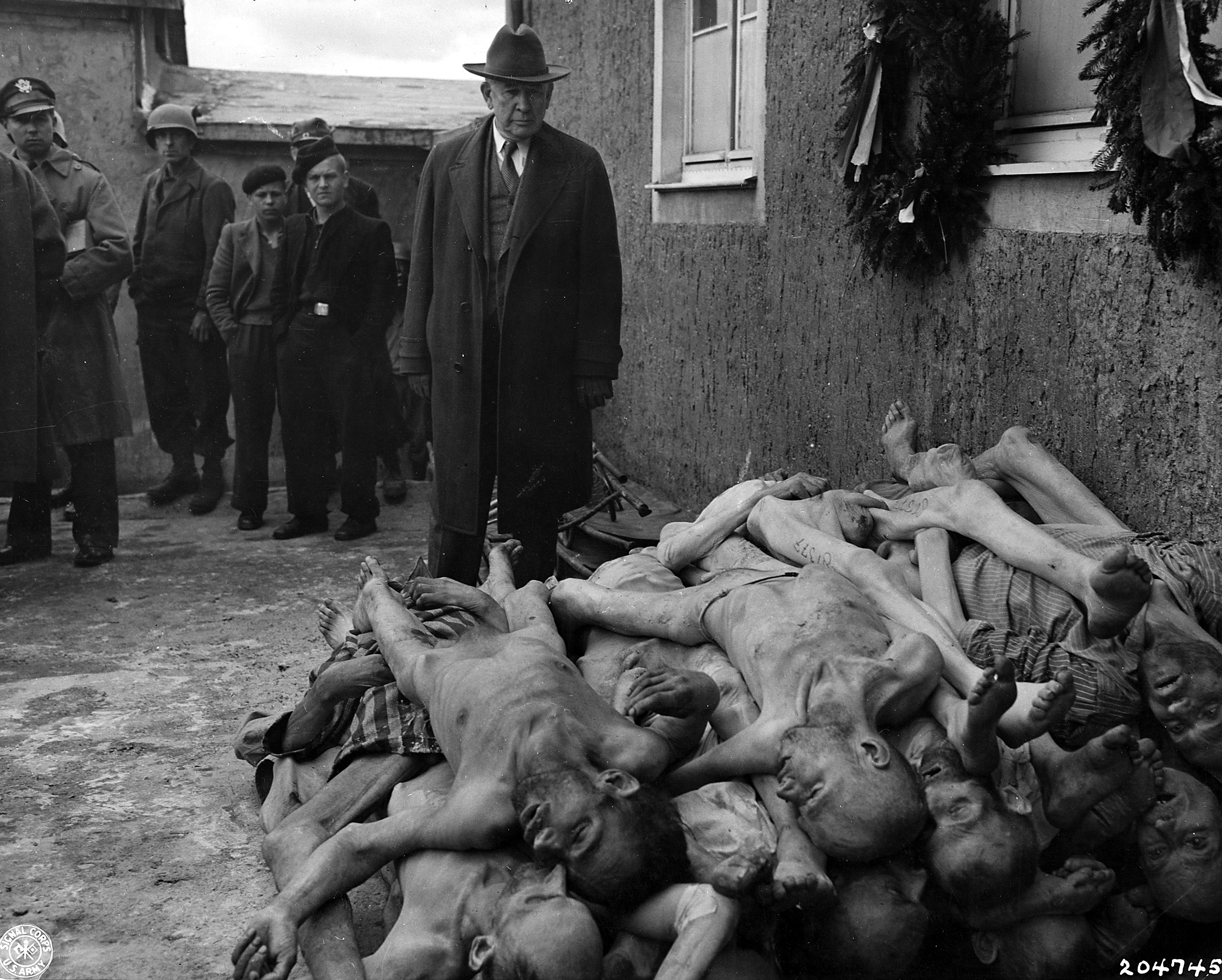
Muertos, prisioneros desnutridos, campo de concentración de Buchenwald

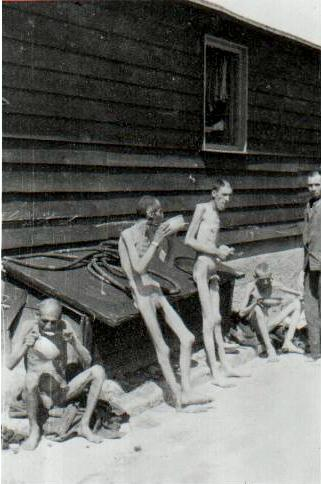
Supervivientes de Mauthausen-Gusen, 1945

Muselmann (pl. Muselmänner, en alemán musulmán) era un término despectivo usado entre los cautivos de los campos de concentración nazis de la Segunda Guerra Mundial para referirse a aquellos que sufrían de una combinación de emaciación por el hambre (conocida también como «enfermedad del hambre») y agotamiento, de tal modo que están resignados a su muerte inminente. Los prisioneros Muselmänner exhibían una severa emaciación y debilidad física, una apática languidez respecto a su propio destino, y una carencia de respuesta a su entorno.
La siguiente cita aparece en una nota a pie de página en el relato autobiográfico de Primo Levi sobre su estancia en Auschwitz Si esto es un hombre, y sirve como introducción a la palabra en este libro. "Selección", en el contexto de la cita, significa selección para las cámaras de gas, es decir, para la muerte. En Si esto es un hombre Levi utiliza dos variaciones ortográficas; Muselmann y Musselman, así como el plural, Muselmänner.

Con el término «Muselmann», ignoro por qué razón, los veteranos del campo designaban a los débiles, los ineptos, los destinados a la selección.
Primo Levi, Si esto es un hombre, capítulo "Los hundidos y los salvados".

Algunos estudiosos sostienen que el término posiblemente proviene de la incapacidad del Muselmann de mantenerse de pie en cualquier momento debido a la pérdida de músculo de la pierna, pasando por lo tanto la mayor parte del tiempo en una posición cabeza abajo, lo que recuerda a la posición de un Muselmann (musulmán) durante las oraciones.
El término se extendió desde Auschwitz-Birkenau a otros campos de concentración. Su equivalente en el campo de concentración de Majdanek era Gamel (derivada del alemán Gammeln, palabra coloquial para podrido) y en el campo de concentración de Stutthof era Krypel (derivado del alemán Krüppel, cojo). 
El psicólogo y superviviente de Auschwitz Viktor Frankl, en su libro El hombre en busca de sentido, ofrece el ejemplo de un preso que decide utilizar sus últimos cigarrillos (usados como moneda en los campos de concentración) en la noche, porque está convencido de que no sobrevivirá a la Appell (pasar lista) el día siguiente por la mañana;  sus compañeros de cautiverio se burlaban de él como un Muselmann. Frankl lo compara con las actitudes y comportamientos deshumanizados de los kapos.
El testimonio del polaco Adolf Gawalewicz, Refleksje z poczekalni don gazu: ze wspomnień muzułmanda («Reflexiones en la sala de espera de la cámara de gas: de las Memorias de un Muselmann»), publicado en 1968, incorpora el término en el título del libro.